# Convenzione franco-spagnola del 1904 sul Marocco
La convenzione franco-spagnola del 1904 sul Marocco fu un trattato bilaterale stipulato in forma segreta fra Francia e Spagna e firmato il 3 ottobre 1904 a Parigi.
Tale convenzione regolò di comune accordo tra i due Stati i confini fra i possedimenti spagnoli e francesi nel sud del Marocco e nell'allora Sahara Spagnolo.
I punti salienti della convenzione possono essere così riassunti:
- Inclusione di Saguia el Hamra nella zona spagnola;
- Inclusione della zona di Tarfaya fino all'uadi Draa nella zona spagnola;
- Conferma di tutti i confini precedenti.

La convenzione franco-spagnola del 1904 sul Marocco seguì il precedente Trattato di Parigi del 1900 e confermò la stretta collaborazione fra le due potenze coloniali.